# Pimpernel Svensson
Pimpernel Svensson är en svensk komedifilm från 1950 i regi av Emil A. Lingheim. I rollerna ses bland andra Edvard Persson, Arne Wirén och Rodja Persidsky.
Filmens förlaga var pjäsen The Scarlet Pimpernel av Emmuska Orczy, vilken omarbetades till filmmanus av Åke Ohlmarks och Margit Beckman. Produktionsledare var Otto Scheutz, berättare Lars Madsén, fotograf Karl-Erik Alberts och klippare Wic' Kjellin. Musiken komponerades av Erik Baumann och Nathan Görling. Filminspelningen ägde rum mellan oktober och december 1949 samt mellan mars och juni 1950 i Europafilms studio samt olika platser i Skåne (bland annat Helgeåns mynning). Filmen premiärvisades den 30 augusti 1950 på biografen Saga i Stockholm.

## Handling
Anders Svensson ger upp sin lugna tillvaro på landsbygden för att leta efter sin brorson, som sitter i ett tyskt läger efter att ha tillfångatagits under andra världskriget.

## Rollista
- Edvard Persson – Anders "Pimpernel" Svensson
- Arne Wirén – Badajsky, sovjetisk general
- Rodja Persidsky – Pusjkin, major
- Ivar Wahlgren – Ville Lundgren, Svenssons brorson
- Aurore Palmgren – Stina, Villes mor
- Gunnel Wadner – Elsa, Villes fru
- Signe Wirff – fru Anna-Lisa Sonnenwald
- Algot Larsson – August Andersson, skeppare
- Mikael Sotnikov – Schultze
- Ove Flodin – Pålsson, godsägare
- John Degerberg – klockare
- Walter Sarmell – Jönsson, stins
- Svea Holst – hushållerska hos Svensson
- Minna Larsson – Karla, skeppar Anderssons hustru
- Maj-Britt Thörn – nattfjäril
- Inger Sotnikov – flicka i Stettin
- Millan Olsson – kvinna
- Kerstin Moheden – kvinna

### Fotnoter
1. 1 2 3  ”Pimpernel Svensson”. Svensk Filmdatabas. http://sfi.se/sv/svensk-filmdatabas/Item/?itemid=4301&type=MOVIE&iv=Basic. Läst 19 mars 2013.